# 이시하라 겐조
이시하라 겐조(일본어: 石原建三, 1864년 2월 20일 ~ 1936년 9월 4일)는 일본의 관료, 법조인, 정치인이다. 추밀고문관, 귀족원 의원을 지냈다.
오카야마현 출신으로, 농민 이시하라 고헤이의 셋째 아들로 태어났다. 오카야마 중학, 다이가쿠요비몬을 거쳐 1889년 7월 도쿄 제국 대학 법과대학 법률학과를 졸업했다. 교바시 구 치안재판소에서 근무했으며, 이후 사법성 참사관보, 민사국, 나가사키 항소원 서기장, 구마모토 지방재판소 판사 등으로 일했다. 1892년 10월에 내무성으로 자리를 옮겨, 이바라키현 참사관·내무부 제1과장 겸 제3과장, 오사카부 참사관, 가가와현 경찰부장, 기후현 서기관 등으로 일했다. 1899년 8월에는 내무성 참사관 및 관방문서과장이 되었으며, 내무서기관과 경보국 보안과장으로도 일했다. 1901년 8월부터는 야마나시현을 시작으로 지바현, 고치현, 시즈오카현, 아이치현, 가나가와현 등의 지사로 일했으며, 홋카이도청 장관으로도 지냈다.
1915년 8월 궁내차관으로 취임하여 1921년 8월까지 일했다. 1922년 10월에는 귀족원 칙찬의원이 되어 1927년까지 일했다. 귀족원에서 물러난 뒤에는 종신 추밀고문관이 되었으며, 1930년부터 궁가인 다케다노미야(1947년 신적강하됨)를 보좌했다.

## 같이 보기
- 쇼와 천황
- 마키노 노부아키